# Hrabstwo River Gee
Hrabstwo River Gee – hrabstwo w południowo-wschodniej części Liberii ze stolicą w Fish Town. Według spisu ludności z 2008 roku liczy sobie 67 318 mieszkańców. W 2000 roku zostało wydzielone z hrabstwa Grand Gedeh.

## Dystrykty
Hrabstwo dzieli się na dziesięć dystryktów: 
- Dystrykt Chedepo
- Dystrykt Gbeapo
- Dystrykt Glaro
- Dystrykt Karforh
- Dystrykt Nanee
- Dystrykt Nyenawliken
- Dystrykt Potupo
- Dystrykt Sarbo
- Dystrykt Tuobo
- Dystrykt Nyenebo